# Caspar Herrmann
Caspar Herrmann, auch Caspar Joseph Herrmann (* 5. Juli 1885 in Luzern; † 30. August 1955 in Breitenwang) war ein Schweizer Maler.

## Leben und Werk
Caspar Herrmann besuchte die Kunstgewerbeschule Luzern und war ein Schüler von Seraphin Xaver Weingartner. Ab Herbst 1909 studierte er an der Akademie der Bildenden Künste München bei Angelo Jank. Wieder in Luzern restaurierte er Bilder und schuf Landschaftsgemälde, Bilder mit Jagdmotiven und Stillleben. Hermann verkehrte wie Hans von Matt u. a. in der Luzerner Künstlergesellschaft. Beide waren begeisterte Jäger und hielten sich während der Jagdzeit im Brüniggebiet auf. Später besass Herrmann seine eigene Jagdhütte in Dadora in Graubünden.
Caspar Herrmann schuf Wandbilder in mehreren Kirchen und Kapellen sowie für den Friedhof Friedental in Luzern und den Friedhof in Hochdorf, dazu Wandbilder für den Bahnhof Meggen und den Bahnhof Luzern. Herrmann war Mitglied der Sektion Luzern der GSMBA.